# Федюков, Игнат Иванович
Игнат Иванович Федюков — советский хозяйственный, государственный и политический деятель.

## Биография
Родился в 1906 году в деревне Ключики Новосильского уезда теперь Верховский район Орловской области. Член КПСС с 1927 года.
С 1931 года — на хозяйственной, общественной и политической работе. В 1931—1954 гг. — в ОГПУ по Московской области, начальник Управления НКВД по Горьковской области, начальник Управления строительства Западно-Украинской дороги № 1, начальник Управления Южного лагеря для военнопленных, начальник Управления Тульского лагеря для военнопленных, народный комиссар внутренних дел Бурят-Монгольской АССР, народный комиссар государственной безопасности Бурят-Монгольской АССР, народный комиссар — министр государственной безопасности Коми АССР, уполномоченный СМ СССР в Свердловске-45, начальник отдела предприятия п/я № 111.
Делегат XVIII съезда ВКП(б).
Умер после 1955 года.